# Flamenguinho Futebol Clube de Jurujuba
Flamenguinho Futebol Clube de Jurujuba é uma agremiação esportiva de Niterói. 

## História
O clube disputou o Campeonato Niteroiense de Futebol e o Campeonato Fluminense de Amadores na década de 1970. Ainda hoje disputa competições em seu campo.

## Estatísticas

### Participações
| Competição             | Temporadas | Melhor campanha     | Estreia | Última | P | R |
| ---------------------- | ---------- | ------------------- | ------- | ------ | - | - |
| Campeonato Niteroiense | ?          | Vice-campeão (1973) | Anos 70 | ?      | – | – |